# Unbeautiful
Unbeautiful es el primer álbum de estudio de la cantante y compositora Lesley Roy, fue lanzado el 30 de septiembre de 2008 por Jive Records. contó con dos sencillos los cuales fueron "Unbeautiful" y "I´m Gone I´m Going", este último contó con un video musical

## Lista de canciones
Todas las canciones escritas y compuestas por si. 
| N.º | Título                       | Escritor(es)                                  | Duración |  |
| 1.  | «"I'm Gone, I'm Going"»      | (L. Roy, M. Martin, J. Schuster, A. Kronlund) | 3:25     |  |
| 2.  | «"Here for You Now"»         | (L. Roy, M. Martin)                           | 3:28     |  |
| 3.  | «"Slow Goodbye"»             | (L. Roy, M. Martin, L. Gottwald, K. Perry)    | 3:50     |  |
| 4.  | «"Unbeautiful"»              | (L. Roy, M. Martin, R. Yacoub)                | 3:51     |  |
| 5.  | «"Psycho Bitch"»             | (L. Roy, M. Martin, S. Kotecha)               | 3:11     |  |
| 6.  | «"When I Look at You"»       | (L. Roy, K. DioGuardi, G. Wells)              | 3:27     |  |
| 7.  | «"Thinking Out Loud"»        | (L. Roy, M. Martin)                           | 3:34     |  |
| 8.  | «"Dead But Breathing"»       | (L. Roy, M. Martin, C. Leierth, P. Aldeheim)  | 3:44     |  |
| 9.  | «"Misfit"»                   | (D. Child, A. Carlsson, E. Taubenfield)       | 3:28     |  |
| 10. | «"Make It Back"»             | (L. Roy, M. Allan, D. Hodges)                 | 3:13     |  |
| 11. | «"Crushed"»                  | (L. Roy, E. Kiriakou, L. Robbins)             | 3:46     |  |
| 12. | «"Come to Your Senses"»      | (L. Roy, R, O'Connor)                         | 3:48     |  |
| 13. | «"Come Back"»                | (L. Roy, D. Hodges)                           | 3:48     |  |
| 14. | «"I Don't Want to Want You"» | (iTunes bonus track)                          |          |  |